# Simone Perrotta
Simone Perrotta (Ashton-under-Lyne, Engleska, 17. rujna 1977.) je talijanski umirovljeni nogometaš i bivši reprezentativac koji je igrao na poziciji veznog igrača. Bio je član talijanske reprezentacije koja je 2006. postala svjetski prvak. Najdublji trag ostavio je u Romi za koju je nastupao devet godina.

## Karijera

### Klupska karijera

#### Počeci
Perrotta se rodio u Engleskoj u kojoj je odrastao do šeste godine te je ondje pohađao St Ann's RC Primary School. Njegovi roditelji Francesco i Anna Maria su tamo vodili pub te su se vratili u Italiju 1982. godine. Iako rođen u Engleskoj, Perrotta je po roditeljima porijeklom iz Calabrije.

#### Reggina, Juventus, Bari i Chievo
Simone Perrotra je u Reggini igrao u omladinskom pogonu prije nego što je debitirao za seniore u Serie B 1995. Nakon tri sezone provedene u klubu, igrača je odlučio dovesti Juvetus. Budući da su na poziciji veznog igrača nastupale Juveove legende kao što su Antonio Conte, Didier Deschamps i Zinédine Zidane, Perrotta je skupio svega pet nastupa za torinski klub. Zbog toga je sljedeće sezone posuđen Bariju po principu zajedničkog suvlasništva na igrača za 1,25 milijuna eura (kao dio transfera za Gianlucu Zambrottu).
Perrotta je za Bari igrao dvije sezone nakon čega 2001. odlazi u Chievo Veronu. Tamo je uglavnom nastupao na poziciji veznog igrača a klub je iznenađujuće osvojio prvo mjesto tijekom prvog dijela sezone 2001./02. Također, igrač je te sezone ostvario pobjedničku asistenciju u čuvenoj pobjedi protiv Intera.

#### AS Roma
2004. AS Roma dovodi igrača na Olimpico za 7,2 milijuna eura. Zbog dobrih igara u klubu igrač je dobio poziv izbornika Marcella Lippija u talijansku reprezentaciju. Izbornik je igrača u konačnici uvrstio u popis reprezentativaca za predstojeći Mundijal 2006. u Njemačkoj. Perrotta je na samom turniru nastupio u svih sedam utakmica a Italija je osvojila naslov svjetskog prvaka.
Završetkom Svjetskog prvenstva, Perrotta je s AS Romom produžio ugovor do 2010.
Pod vodstvom trenera Luciana Spallettija, AS Roma je igrala u formaciji 4-2-3-1 a Perrotta je smješten iza jedinog napadača, odnosno između lijevog i desnog krila kao polušpica.
U listopadu 2009. igrač je produžio ugovor s Romom na još godinu dana, odnosno do 2011. U ožujku 2011. je potpisan novi ugovor.
Tijekom sezone 2011./12. Perrotta igra na poziciji središnjeg veznog zajedno s Daniele De Rossijem i Miralemom Pjanićem.
22. prosinca 2010. je u engleskom mjestu Ashton-under-Lyne postavljena Perrottina statua jer se igrač ondje rodio. Skulpturu je izradio Andrew Edwards a svečanom prikazu statue su nazočila tri osvajača svjetskog prvenstva: sir Geoff Hurst, Jimmy Armfield i Simone Perrotta.

## Reprezentativna karijera
Iako je Perrotta imao mogućnost nastupa za Englesku, igrač je debitirao za mladu talijansku U21 reprezentaciju s kojom je 2000. osvojio europski naslov. Iste godine je trebao nastupiti i na Olimpijadi ali nije zbog ozljede. Za seniorsku talijansku reprezentaciju je debitirao 2002.
S Azzurrima je nastupio na dva europska prvenstva (2004. i 2008.) te na Svjetskom prvenstvu u Njemačkoj (2006.) gdje je Italija nakon jedanaesteraca osvojila svjetski naslov.

## Osvojeni trofeji

### Klupski trofeji
A.S. Roma:
- Coppa Italia (2): 2006./07., 2007./08.
- Supercoppa Italiana (1): 2007.

### Reprezentativni trofeji
| Italija                              | Italija |
| Trofej                               | Godina  |
| ------------------------------------ | ------- |
| Zlato na U21 Europskom prvenstvu 00' | 2000.   |
| Zlato na SP-u 06'                    | 2006.   |

### Ordeni
- Collare d'oro al Merito Sportivo: 2006.

- Ufficiale Ordine al Merito della Repubblica Italiana: 2006.

## Vanjske poveznice
- Statistika i profil igrača na Football Database.com
- Profil igrača na web stranicama AS Rome  Arhivirana inačica izvorne stranice od 18. prosinca 2008. (Wayback Machine)